# スプリンムマスターチンハイ
スプリンムマスターチンハイ、スプリームマスターチンハイ、清海無上師（1951年5月12日 - ）は瞑想団体である観音法門の創始者。ヴィーガン食レストランチェーンラビングハットの創業者。本名はフエ・ダン・トリン（張蘭君、Hue Dang Trinh）。

## 経歴
ベトナム国統治下のクアンガイ省で中国系の父親とベトナム人の母親の間に生まれた。生家はカトリックでイギリスで教育を受けた後赤十字で翻訳に従事。27歳の時にドイツ人の医師と結婚する。

結婚した頃から瞑想やスピリチュアリズムへの関心を深め2年で結婚生活を終了。離婚後はインド・ヒマラヤに赴いて瞑想修行に励み、台湾やベトナムで仏教僧に教えを乞い清海の法名を得て1985年から観音法門として活動を開始。宗教を問わず、毎日2時間半の瞑想により、内側にある光と音を用いて自分自身や社会を浄化できる、という主張をしている。
観音法門は瞑想の方法で、学ぶことにはヴィーガン食が要件とされるが、宗教は問わない。各種の宗教背景を持つ信者が世界各地にいる。現在80カ国以上に、150以上の瞑想センターがある。日本では東京、大阪と群馬県に拠点が、東京西日暮里にラビングハットの店舗がある。